# Augereffekt

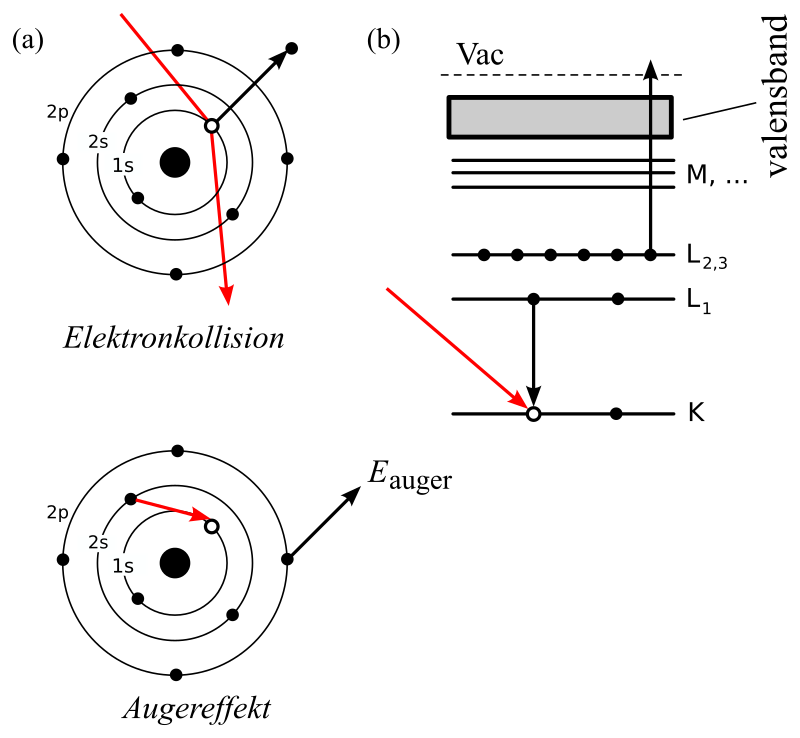
Två aspekter av augereffekten.
(a) illustrerar stegen i augerdeexitationen. En infallande elektron (eller foton) skapar ett hål i 1s-nivån. En elektron från 2s-nivån fyller i 1s-hålet och övergångsenergin överförs till en 2p-elektron vilken emitteras. Det slutliga atomära tillståndet har således två hål, ett i 2s-orbitalen och det andra i 2p-orbitalen.
(b) illustrerar samma process med användande av spektroskopisk notation, KL_{1}L_{2,3}

Augereffekt är ett fenomen där en elektron i en atom fyller en vakans i ett inre skal samtidigt som en annan elektron sänds ut från atomen. Detta beror på att atomens energi minskar då den förra elektronen går från en högre energinivå till en lägre och att denna energi delvis används till att frigöra den senare elektronen, den så kallade augerelektronen. Alternativt sänds hela energin ut i form av elektromagnetisk strålning.
Rent praktiskt kan effekten utnyttjas i Augerelektronspektroskopi: Provet bestrålas med röntgenstrålning eller med högenergielektroner för att slå ut elektroner i de inre skalen. När dessa vakanser fylls skickas Augerelektroner ut med en kinetisk energi som motsvarar skillnaden mellan energin från fyllnaden av vakansen och joniseringsenergin för skalet från vilket Augerelektronen sändes ut. Eftersom dessa energier är specifika för atomslag och i vilket kemiskt tillstånd de befinner sig i kan spektrumet användas för att bestämma detta.
Augereffekten är uppkallad efter den franske atomfysikern Pierre Auger som observerade fenomenet år 1923 och tillägnade ämnet stora delar av sin doktorsavhandling. Dock hade den österrikiska kärnfysikern Lise Meitner redogjort för effekten föregående år som en detalj i hennes arbete i att undersöka naturen hos betastrålning.